# Till You're Loved
Till You're Loved is een nummer van de Nederlandse zanger Mr. Probz uit 2017.
Volgens Mr. Probz gaat over het gevoel dat je compleet bent als je je leven met iemand deelt. "Denk aan twee helften van een cirkel, plus en min, yin en yang, whatever. Je voelt wat het is als iets compleet is, je groeit doordat je met iemand bent. Je leeft pas als je liefde hebt gevoeld", aldus Mr. Probz. "Till You're Loved" klinkt iets anders dan eerdere nummers van Mr. Probz, het gaat namelijk meer de kant van de tropical house op. Het nummer werd een klein hitje in Nederland, met een 1e positie in de Tipparade. Ook in Vlaanderen bereikte het nummer de Tipparade.